# Neocoleoidea
Neocoleoidea je velika grupa morskih glavonožaca. Ova kohorta sadrži dve postojeće grupe: Decapodiformes (lignje, sipa i srodnici) i Octopodiformes (hobotnice i vampirske lignje). Vrste unutar ove grupe postoje u svim glavnim staništima u okeanu, i u južnim i u severnim polarnim regionima, i od međuplimnih zona do velikih dubina. Iako se konvencionalno smatra monofiletskim, jedini morfološki karakter za grupu je prisustvo sisača: prisustvo ovih osobina kod belemnita sugeriše da oni ne podržavaju Neocoleoidea, te stoga grupa može biti parafiletska.

## Taksonomija
- Nadred Decapodiformes
  - Red Bathyteuthida
  - Red †Belemnitida
  - Red †Diplobelida
  - Red Idiosepida
  - Red Myopsida
  - Red Oegopsida
  - Red Sepiida
  - Red Spirulida
- Nadred Octopodiformes
  - Family †Trachyteuthididae (incertae sedis)
  - Red Vampyromorphida
  - Red Octopoda
- Nadred †Palaeoteuthomorpha
  - Red †Boletzkyida

## Spoljašnje veze
- Taxonomy Netherlands[мртва веза]